# Nitratinformationsdienst (Baden-Württemberg)

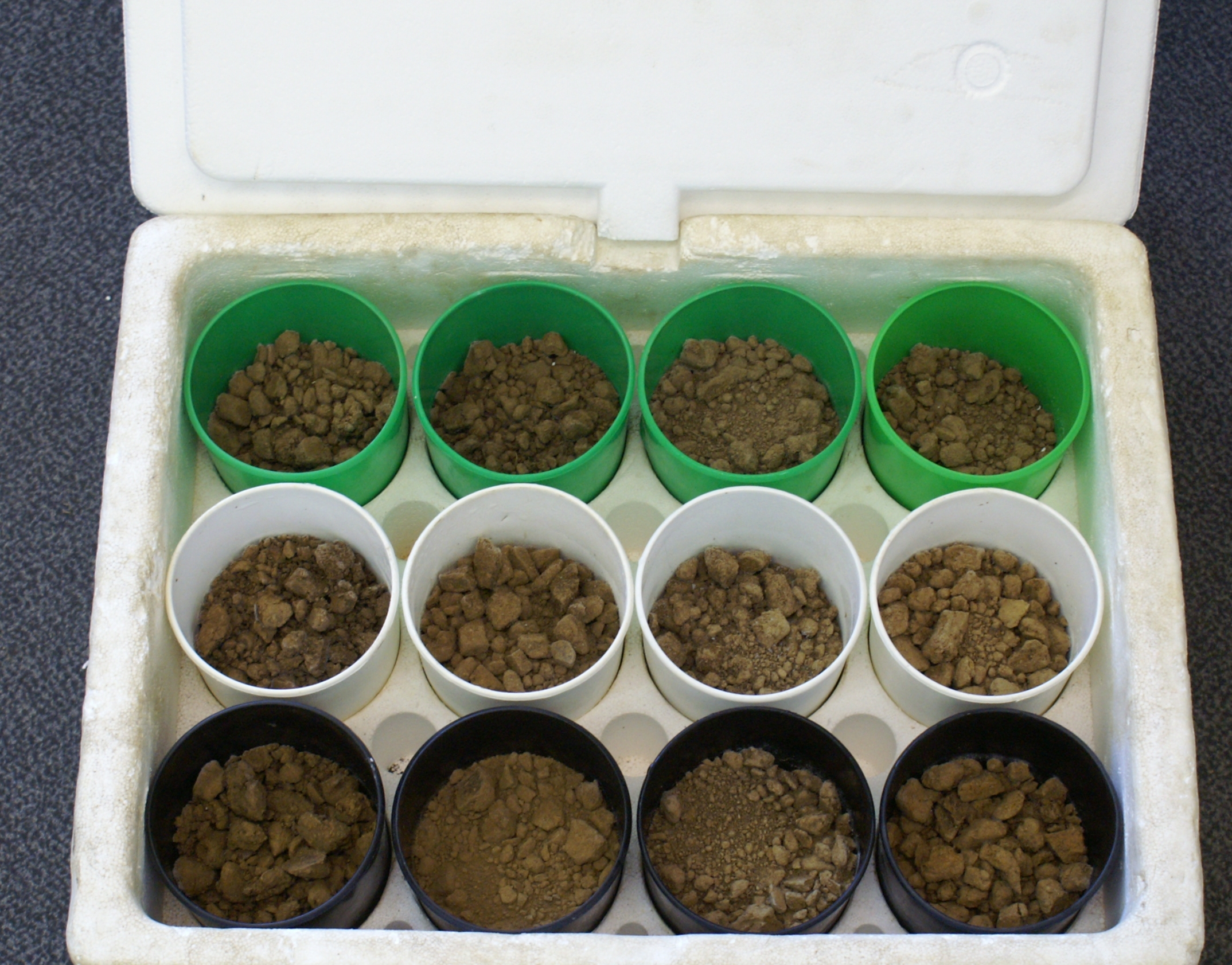
Bodenproben für die Nitratbestimmung

Der Nitratinformationsdienst ist das landwirtschaftliche Stickstoff-Düngeberatungssystem des Landes Baden-Württemberg.
Stickstoff ist einer der wichtigsten Pflanzennährstoffe und daher für das Pflanzenwachstum unentbehrlich. Eine gezielte und an den Bedarf angepasste Stickstoffdüngung ist Voraussetzung für optimale Pflanzenerträge und eine gesunde Nahrungsmittelproduktion. Eine zu hohe Stickstoffdüngung führt dagegen bei zahlreichen Kulturpflanzen zu Schäden, überhöhte Stickstoffgaben belasten das Grundwasser und können im menschlichen Körper gesundheitsschädliche chemische Verbindungen bilden. Eine Stickstoffdüngung nach guter fachlicher Praxis ist daher ökonomisch und ökologisch von großer Bedeutung.
Der Nitratinformationsdienst bietet den landwirtschaftlichen Betrieben in Baden-Württemberg während der Vegetationsperiode eine am Pflanzenbedarf ausgerichtete Stickstoff-Düngeempfehlung. Grundlage dieser Empfehlung ist die Analyse des im Boden vorhandenen pflanzenverfügbaren Stickstoffs. Dieser mineralische Stickstoff (Nmin) kann mit Hilfe von Bodenproben ermittelt werden. Da der mineralische Stickstoff im Boden sehr mobil ist, werden unterschiedliche Bodentiefen beprobt, die Proben müssen bis zur Analyse kühl gehalten werden. In Baden-Württemberg sind hierfür spezielle Transportboxen mit grünen, weißen und schwarzen Bechern für die Bodentiefen 0–30 cm, 30–60 cm und 60–90 cm im Umlauf. Ist der Nmin-Gehalt des Bodens bekannt, kann die erforderliche Düngermenge entweder manuell oder mit der Software des Nitratinformationsdienstes berechnet werden. In die Berechnung fließen folgende Basisdaten des landwirtschaftlichen Betriebes ein: Angebaute Hauptkultur mit dem zu erwartenden Ertrag, die angebaute Vorfrucht und Zwischenfrucht, die Bodenart und die Tierhaltung.
Die von den durch das Landwirtschaftliche Technologiezentrum Augustenberg zugelassenen Laboratorien erfassten Daten werden dort zentral ausgewertet, und daraus werden regionale Düngeempfehlungen erstellt. Diese Empfehlungen werden in der Landpost und weiteren Wochenblättern veröffentlicht.